# プロレスフェス
プロレスフェスは、武藤敬司のプロデュースによるプロレスイベント。コンセプトは「プロレスを、もっと楽しもう♪」。

## 歴史
- 2017年9月2日、WRESTLE-1横浜文化体育館大会で武藤敬司が日本全国のインディー団体を集めたプロレスフェスの開催を参戦していたグレート☆無茶に指令。
- 11月26日、信州プロレスリングビッグハット大会に武藤が来場して無茶がプロレスフェスの開催を表明。
- 2018年5月16日、武藤と無茶が記者会見を行ってプロレスフェスの開催を発表。大会委員長兼プロデューサーに武藤、実行委員長に無茶が就任。

## 参加している団体、プロモーション一覧
| プロレス団体、プロレスプロモーション | 都道府県 |
| ------------------------------------ | -------- |
| 青森社会人プロレス同盟               | 青森県   |
| いわきレスリングプロジェクト         | 福島県   |
| SEDアマチュアプロレス                | 福島県   |
| 西萩おざしきプロレス                 | 東京都   |
| GJPプロレスリング                    | 茨城県   |
| 信州プロレスリング                   | 長野県   |
| 新潟プロレス                         | 新潟県   |
| 今池プロレス                         | 愛知県   |
| 豊田プロレス☆勇気                    | 愛知県   |
| デラべっぴんプロレス                 | 愛知県   |
| ロックオンタイム                     | 愛知県   |
| DEP                                  | 愛知県   |
| スポルティーバエンターテイメント     | 愛知県   |
| 柳ケ瀬プロレス                       | 岐阜県   |
| 長谷川智也プロレス研究所             | 三重県   |
| ジャパンプロレス2000                 | 大阪     |
| プロレスリング紫焔                   | 大阪     |
| 丹の国プロレス                       | 京都     |
| WRESTLE-65                           | 兵庫県   |
| 紀州ぶんだらプロレス                 | 和歌山県 |
| 愛媛プロレス                         | 愛媛県   |
| 九州プロレス                         | 福岡県   |
| プロレスリング華☆激                  | 福岡県   |
| プロレスリングタフス                 | 福岡県   |
| レアルルチャリブレ                   | 福岡県   |
| 九州Egoistプロレス                   | 福岡県   |
| プロレスリング求道軍                 | 熊本県   |
| プロレスリングFTO                    | 大分県   |

## 大会一覧
| 大会名                 | 日付           | 会場                     | 開催地         |
| ---------------------- | -------------- | ------------------------ | -------------- |
| 地方予選関東甲信越大会 | 2018年8月13日  | イオンモール佐久平       | 長野県佐久市   |
| 地方予選関西中国大会   | 2018年9月15日  | イオンモール橿原         | 奈良県橿原市   |
| 地方予選東海大会       | 2018年11月11日 | イオンモール名古屋茶屋   | 愛知県名古屋市 |
| 地方予選九州四国大会   | 2019年1月12日  | イオンモール宇城         | 熊本県宇城市   |
| 地方予選東北大会       | 2019年2月17日  | イオンモールいわき小名浜 | 福島県いわき市 |
| 全国大会               | 2019年3月31日  | イオンモール羽生         | 埼玉県羽生市   |